# بوبي رايت
بوبي رايت (بالإنجليزية: Bobby Wright)‏ هو كاتب أغاني ومغني أمريكي، ولد في 30 مارس 1942 في تشارلستون في الولايات المتحدة.

## وصلات خارجية
- بوبي رايت على موقع ميوزك برينز (الإنجليزية)
- بوبي رايت على موقع ديسكوغز (الإنجليزية)